# 계량경제학
계량경제학(計量經濟學, Econometrics)은 경제학의 한 분야이다. 계량측정학(計量測定學)이라고도 한다. Econometrics의 어원은 그리스어 oikonomia(경제)와 metron(측정)이다.

## 방법론
계량경제학이 무엇인가는 계량경제학적 연구가 어떤 순서로 행해지는가를 설명함으로써 밝혀질 수 있다. 계량경제학의 방법론은 대략 다음과 같다.
- 첫째, 경제이론을 형성한다.
- 둘째, 형성된 경제이론을 수식화(數式化)한다. 즉 모형구성(Model Building)을 행한다.
- 셋째, 수식화에서 얻은 식(혹은 함수)에 통계방법을 이용하여 과거의 통계자료를 부합(符合)시켜서 식의 '파라미터'(媒介變數)의 구체적인 값을 결정하고 그 결과를 검증한다. 여기서 통계학이 원용(援用)된다.

예를 들어 '소비는 소득(所得)만에 의해서 변동한다'는 이론을 세웠다면, 이때 소비(C)와 소득(Y)의 관계를 선형(혹은 一次式)으로 상정(想定)하여 C＝Co＋cY로 표시할 수 있다. 그 이후 통계방법의 하나인 최소자승법(最小自乘法：Method of least squares)을 이용하여 과거의 통계자료에서 이 식의 '파라미터'인 Co와 c의 구체적인 값을 결정하고 그 결과를 검증한다. 만약 Co와 c의 구체적인 값이 각각 10,000, 0.851이라고 한다면 이 식(이 경우에는 소비함수)은 C＝10,000+0.471Y가 된다. 그리고 만약 이 식의 '파라미터'가 통계적 검증에 합격(혹은 채택)된다면 이 식은 이용가능한 것으로 간주된다.
이상에서 알 수 있는 바와 같이 계량경제학적 연구는 경제이론의 형성, 경제이론의 수식화(모형구성), 수식화된 결과(구성된 모형)의 통계적 확정 및 검정의 세가지 단계를 거쳐서 행해지며, 수학, 통계학의 결합하에 행해진다.

## 다른 분야와의 차이
계량경제학회(計量經濟學會, The Econometric Society)의 회칙 제1조를 보아도 "계량경제학회는 통계학 및 수학에 관련하여 경제이론의 발달을 촉진하려고 하는 국제적인 학회이다……그 주된 목적은 여러 가지 경제문제에 대한 이론적 수량적 접근과 경험적 수량적 접근의 종합을 목표로 하는……제연구(諸硏究)를 촉진하는 것이다"로 되어 있다. 또 이 제1조를 상세히 부연해 주고 있는 동학회(同學會)의 기관지(機關誌)인 『이코노메트리카(The Econometrica)』에 실린 프리시(R. Frisch)의 창간사(創刊辭)를 보아도 "……모름지기 경제학에의 수량적 접근에는 약간의 국면이 있으며 이들 어느 하나도 그 자체로서는 계량경제학과 혼동되어서는 안된다……경험이 표시하는 바에 의하면 이들 세 가지 관점 즉 통계학, 경제이론 및 수학의 각각은 현대경제생활에 있어서의 수량적 관계의 진정한 이해를 위한 필요조건이기는 하지만 충분조건은 아니다. 강력한 것은 이들 세 가지의 종합이다. 그리고 계량경제학을 구성하는 것은 이 종합이다……"로 되어 있다.이에서 계량경제학의 본질은 어디까지나 '삼자(三者)의 종합'에 있음을 알 수 있다. 이런 점에서 계량경제학은 수리경제학(數理經濟學 Mathematical Economics)과도, 또 통계적 경제학(혹은 統計實證論 Statistical Economics)과도 구별된다.

## 같이 보기
- 거시경제 모델
- 수리사회학